# Suchodilsk
Suchodilsk (ukrajinsky Суході́льськ) je město v Luhanské oblasti na Ukrajině. Má přibližně třiadvacet tisíc obyvatel.